# Моллаева, Майя
Майя Моллаева (1934—2018) — советский и туркменский хозяйственный, государственный и политический деятель.

## Биография
Родилась в 1934 году. Член КПСС с 1956 года.
С 1957 года — на хозяйственной, общественной и политической работе. В 1957—2015 гг. — учительница, ассистент кафедры политической экономии Туркменского государственного университета, 1-й секретарь ЦК ЛКСМ Туркменистана, заместитель заведующего Отделом ЦК КП Туркменистана, в аппарате ЦК КП Туркменистана, заместитель председателя СМ Туркменской ССР, секретарь ЦК КП Туркменистана.
С 1990 по 2012 годы — начальник главное архивное управление Туркменистана.
С 2008 по 2012 также была председателем госкомиссии по оценке художественного уровня произведений при Кабинете Министров Туркменистана.
В 2012 году указом главы государства была назначена председателем Архива президента Туркменистана, где проработала до 2015 года.
Избиралась депутатом Верховного Совета СССР 6-го созыва. Делегат XXII съезда КПСС.